# Horst A. Reichel
Horst A. Reichel (* 15. April 1936 in Ludwigshafen; † 10. September 2014 in München) war ein deutscher Schauspieler, Theatergründer und -leiter.

## Leben
Horst A. Reichel arbeitete Ende der 1950er Jahre als Beleuchter am Münchner Residenztheater und hatte privaten Schauspielunterricht, als er 1959 23-jährig das Theater44 gründete, an dem er sowohl als Schauspieler und Regisseur als auch im administrativen Bereich tätig war.
Seit Ende der 1960er Jahre fand Reichel auch immer wieder Zeit für Arbeiten vor der Kamera. Wiederholt sah man ihn in Episodenrollen der Krimireihe Derrick und anderen Serien wie Der Alte, Die Schwarzwaldklinik oder Forsthaus Falkenau, ferner in Literaturverfilmungen, so 1986 in Der Anschlag nach dem Roman Das Attentat von Harry Mulisch und Die Apothekerin auf der Grundlage des Bestsellers von Ingrid Noll.
1964 hatte Reichel seine spätere Frau Irmhild Wagner kennengelernt, als sie an seinem Theater in Jean Cocteaus Stück Die geliebte Stimme spielte. Ab 1965 leitete er gemeinsam mit ihr das Theater44 bis zur Schließung im Jahr 2009. 1999 wurden beide mit dem Schwabinger Kunstpreis ausgezeichnet. Aus der Ehe ging der gemeinsame Sohn Robinson Reichel hervor, der heute ebenfalls als Schauspieler tätig ist. Horst A. Reichel starb 78-jährig und wurde auf dem Münchner Nordfriedhof beigesetzt.

## Filmografie
- 1968: Die Söhne
- 1972: Tatort – Kennwort Gute Reise
- 1972: Mädchen, die nach München kommen – Das geheime Sexleben der Olympiastadt
- 1972: Ehen vor Gericht – In Sachen Dreyer gegen Dreyer
- 1973: Hausfrauen-Report 4. Teil
- 1975: Dein gutes Recht – Draculas Tochter
- 1976: Das Brot des Bäckers
- 1976: Derrick – Tod des Trompeters
- 1976: Derrick – Tote Vögel singen nicht
- 1977: Derrick – Tote im Wald
- 1978–1979: Unternehmen Rentnerkommune (4 Folgen als Anton Nowak)
- 1979: Die Protokolle des Herrn M. – Mit gezinkten Karten
- 1979: Der Alte – Illusionen über einen Mord
- 1980: Krelling
- 1982: Der Gast
- 1982: Schlaflose Tage
- 1984: Derrick – Die Verführung
- 1984: Derrick – Ende einer Sehnsucht
- 1985: Der eiserne Weg – Anna geht auf Amerika
- 1985: Die Krimistunde (Fernsehserie, Folge 14, Episode Der Mühe Lohn)
- 1985: Marie Ward – Zwischen Galgen und Glorie
- 1986: Der Anschlag
- 1987: Tatort – Blindflug
- 1988: Die Schwarzwaldklinik – Der Quacksalber
- 1989: Forsthaus Falkenau – Straßenpaganini
- 1989: Bumerang-Bumerang
- 1991: Der Fahnder – Alte Kameraden
- 1992: Marienhof – Schatten der Vergangenheit
- 1993: Die zweite Heimat – Chronik einer Jugend – Die Hochzeit
- 1993: Forsthaus Falkenau – Chefsache
- 1994: Anwalt Abel – Ihr letzter Wille gilt
- 1994: Der Fahnder – Ottos große Liebe
- 1995: Risiko Null – Der Tod steht auf dem Speiseplan
- 1995: Fesseln
- 1997: Die Apothekerin
- 1999: Aus heiterem Himmel – Liebe mit Hindernissen
- 2000: Im Licht des Feuers
- 2002: Tatort – Schlaraffenland
- 2002: Der Bulle von Tölz: Zirkusluft
- 2004: Unser Pappa – Herzenswünsche
- 2004: Kommissarin Lucas – Vergangene Sünden
- 2005: Mathilde liebt
- 2005: Die Rosenheim-Cops – Freier Fall
- 2005–2007: Die Fallers – Die SWR Schwarzwaldserie (div. Folgen als Gerhard Sieber)

## Hörspiele
- 1980: Zahlende Gäste – Autor: Rodney David Wingfield – Regie: Heiner Schmidt